# Adolf Meinberg
Adolf Meinberg, né le 3 octobre 1893 à Wickede près de Dortmund et décédé le 11 avril 1955 à Kohlstädt, était un syndicaliste puis un journaliste allemand. En tant que l'un des communistes les plus célèbres de la Ruhr, il prit la tête de la ville de Dortmund lors de la révolte de mars 1920. En 1922, il a été expulsé du parti communiste allemand. Il est alors devenu rédacteur pigiste et en 1927. Il a survécu à la période du national-socialisme en étant menuisier.

## Publications
- Am Galgen. Ein Bergarbeiterschauspiel aus dem politischen Leben unserer Zeit, Berlin, Oesterhold, 1931.
- Aufstand an der Ruhr. Reden und Aufsätze, édité par Hellmut G. Haasis et Erhard Lucas, Francfort, Verlag Roter Stern, 1973  (ISBN 3-87877-060-X).